# Tournoi de Dubaï de rugby à sept 2018
Navigation
2017 2019
Le tournoi de Dubaï de rugby à sept 2018 (en anglais Dubaï rugby sevens 2018) est la première étape la saison 2018-2019 du World Rugby Sevens Series. Elle se déroule les 30 novembre et 1er décembre 2018 au The Sevens à Dubaï, aux Émirats arabes unis. L'équipe de Nouvelle-Zélande remporte le tournoi pour la sixième fois en battant les États-Unis en finale 21-5.

## Format
En fonction du résultat du tournoi précédent, ou du classement de la saison passée pour le premier tournoi de la saison à Dubaï, les équipes sont réparties en chapeaux avant tirage au sort pour former quatre poules de quatre équipes. Chaque équipe joue les trois autres membres de sa poule et un classement est établi, tout d'abord sur le nombre de points (victoire 3 points, nul 2 points, défaite 1 point) puis sur le goal-average général. Les deux premiers de chaque poule passent en quart de finale de la Cup ou tournoi principal et les deux derniers passent en quart de finale du Challenge Trophy. Les équipes vaincues en quart de finale sont alors reversées en demi-finales de classement, respectivement pour la cinquième et treizième place. Les équipes battues en demi-finales ne disputent pas de petite finale de classement et remportent le même nombre de points, sauf pour les équipes battues en demi finales de Cup qui disputent un dernier match de classement pour la troisième place.

## Équipes participantes
Seize équipes participent au tournoi (quinze équipes membres permanents du championnat plus l'équipe du Zimbabwe. :
- Afrique du Sud
- Angleterre
- Argentine
- Australie
- Canada
- Écosse
- États-Unis
- France
- Fidji
- Pays de Galles
- Espagne
- Japon
- Kenya
- Nouvelle-Zélande
- Samoa
- Zimbabwe  (invitée)

## Phase de poules
| Légende | Légende                                 |
| ------- | --------------------------------------- |
|         | Qualifiées en quart de finale de la Cup |

### Poule A
| Rang | Pays           | J | V | N | D | Pm | Pe | Diff | Pts |
| ---- | -------------- | - | - | - | - | -- | -- | ---- | --- |
| 1    | Afrique du Sud | 3 | 2 | 0 | 1 | 62 | 29 | +33  | 7   |
| 2    | Argentine      | 3 | 2 | 0 | 1 | 58 | 52 | +6   | 7   |
| 3    | Samoa          | 3 | 2 | 0 | 1 | 50 | 53 | -3   | 7   |
| 4    | Zimbabwe       | 3 | 0 | 0 | 3 | 34 | 70 | -36  | 0   |

| 30 novembre 2018 10 h 30 UTC+04:00 | Argentine | 19 - 21 | Samoa | The Sevens, Dubaï |
| 30 novembre 2018 10 h 30 UTC+04:00 |           |         |       | The Sevens, Dubaï |
| 30 novembre 2018 10 h 30 UTC+04:00 |           |         |       | The Sevens, Dubaï |

| 30 novembre 2018 10 h 52 UTC+04:00 | Afrique du Sud | 31 - 0 | Zimbabwe | The Sevens, Dubaï |
| 30 novembre 2018 10 h 52 UTC+04:00 |                |        |          | The Sevens, Dubaï |
| 30 novembre 2018 10 h 52 UTC+04:00 |                |        |          | The Sevens, Dubaï |

| 30 novembre 2018 14 h 14 UTC+04:00 | Argentine | 22 - 19 | Zimbabwe | The Sevens, Dubaï |
| 30 novembre 2018 14 h 14 UTC+04:00 |           |         |          | The Sevens, Dubaï |
| 30 novembre 2018 14 h 14 UTC+04:00 |           |         |          | The Sevens, Dubaï |

| 30 novembre 2018 14 h 36 UTC+04:00 | Afrique du Sud | 19 - 12 | Samoa | The Sevens, Dubaï |
| 30 novembre 2018 14 h 36 UTC+04:00 |                |         |       | The Sevens, Dubaï |
| 30 novembre 2018 14 h 36 UTC+04:00 |                |         |       | The Sevens, Dubaï |

| 30 novembre 2018 19 h 31 UTC+04:00 | Samoa | 17 - 15 | Zimbabwe | The Sevens, Dubaï |
| 30 novembre 2018 19 h 31 UTC+04:00 |       |         |          | The Sevens, Dubaï |
| 30 novembre 2018 19 h 31 UTC+04:00 |       |         |          | The Sevens, Dubaï |

| 30 novembre 2018 19 h 53 UTC+04:00 | Afrique du Sud | 12 - 17 | Argentine | The Sevens, Dubaï |
| 30 novembre 2018 19 h 53 UTC+04:00 |                |         |           | The Sevens, Dubaï |
| 30 novembre 2018 19 h 53 UTC+04:00 |                |         |           | The Sevens, Dubaï |

### Poule B
| Rang | Pays   | J | V | N | D | Pm  | Pe | Diff | Pts |
| ---- | ------ | - | - | - | - | --- | -- | ---- | --- |
| 1    | Fidji  | 3 | 3 | 0 | 0 | 105 | 29 | +76  | 9   |
| 2    | Écosse | 3 | 1 | 1 | 1 | 66  | 49 | +17  | 6   |
| 3    | France | 3 | 1 | 1 | 1 | 35  | 72 | -37  | 6   |
| 4    | Kenya  | 3 | 0 | 0 | 3 | 43  | 99 | -56  | 3   |

| 30 novembre 2018 9 h 44 UTC+04:00 | Kenya | 14 - 35 | Écosse | The Sevens, Dubaï |
| 30 novembre 2018 9 h 44 UTC+04:00 |       |         |        | The Sevens, Dubaï |
| 30 novembre 2018 9 h 44 UTC+04:00 |       |         |        | The Sevens, Dubaï |

| 30 novembre 2018 10 h 06 UTC+04:00 | Fidji | 41 - 0 | France | The Sevens, Dubaï |
| 30 novembre 2018 10 h 06 UTC+04:00 |       |        |        | The Sevens, Dubaï |
| 30 novembre 2018 10 h 06 UTC+04:00 |       |        |        | The Sevens, Dubaï |

| 30 novembre 2018 12 h 44 UTC+04:00 | Kenya | 17 - 21 | France | The Sevens, Dubaï |
| 30 novembre 2018 12 h 44 UTC+04:00 |       |         |        | The Sevens, Dubaï |
| 30 novembre 2018 12 h 44 UTC+04:00 |       |         |        | The Sevens, Dubaï |

| 30 novembre 2018 13 h 06 UTC+04:00 | Fidji | 21 - 17 | Écosse | The Sevens, Dubaï |
| 30 novembre 2018 13 h 06 UTC+04:00 |       |         |        | The Sevens, Dubaï |
| 30 novembre 2018 13 h 06 UTC+04:00 |       |         |        | The Sevens, Dubaï |

| 30 novembre 2018 18 h 44 UTC+04:00 | Écosse | 14 - 14 | France | The Sevens, Dubaï |
| 30 novembre 2018 18 h 44 UTC+04:00 |        |         |        | The Sevens, Dubaï |
| 30 novembre 2018 18 h 44 UTC+04:00 |        |         |        | The Sevens, Dubaï |

| 30 novembre 2018 19 h 06 UTC+04:00 | Fidji | 43 - 12 | Kenya | The Sevens, Dubaï |
| 30 novembre 2018 19 h 06 UTC+04:00 |       |         |       | The Sevens, Dubaï |
| 30 novembre 2018 19 h 06 UTC+04:00 |       |         |       | The Sevens, Dubaï |

### Poule C
| Rang | Pays             | J | V | N | D | Pm | Pe | Diff | Pts |
| ---- | ---------------- | - | - | - | - | -- | -- | ---- | --- |
| 1    | Nouvelle-Zélande | 3 | 3 | 0 | 0 | 80 | 31 | +49  | 9   |
| 2    | États-Unis       | 3 | 2 | 0 | 1 | 69 | 36 | +33  | 7   |
| 3    | Espagne          | 3 | 1 | 0 | 2 | 52 | 64 | -12  | 5   |
| 4    | Pays de Galles   | 3 | 0 | 0 | 3 | 26 | 96 | -70  | 3   |

| 30 novembre 2018 09 h 00 UTC+04:00 | États-Unis | 29 - 0 | Espagne | The Sevens, Dubaï |
| 30 novembre 2018 09 h 00 UTC+04:00 |            |        |         | The Sevens, Dubaï |
| 30 novembre 2018 09 h 00 UTC+04:00 |            |        |         | The Sevens, Dubaï |

| 30 novembre 2018 09 h 22 UTC+04:00 | Nouvelle-Zélande | 28 - 7 | Pays de Galles | The Sevens, Dubaï |
| 30 novembre 2018 09 h 22 UTC+04:00 |                  |        |                | The Sevens, Dubaï |
| 30 novembre 2018 09 h 22 UTC+04:00 |                  |        |                | The Sevens, Dubaï |

| 30 novembre 2018 12 h 00 UTC+04:00 | États-Unis | 33 - 12 | Pays de Galles | The Sevens, Dubaï |
| 30 novembre 2018 12 h 00 UTC+04:00 |            |         |                | The Sevens, Dubaï |
| 30 novembre 2018 12 h 00 UTC+04:00 |            |         |                | The Sevens, Dubaï |

| 30 novembre 2018 12 h 22 UTC+04:00 | Nouvelle-Zélande | 28 - 17 | Espagne | The Sevens, Dubaï |
| 30 novembre 2018 12 h 22 UTC+04:00 |                  |         |         | The Sevens, Dubaï |
| 30 novembre 2018 12 h 22 UTC+04:00 |                  |         |         | The Sevens, Dubaï |

| 30 novembre 2018 18 h 00 UTC+04:00 | Espagne | 35 - 7 | Pays de Galles | The Sevens, Dubaï |
| 30 novembre 2018 18 h 00 UTC+04:00 |         |        |                | The Sevens, Dubaï |
| 30 novembre 2018 18 h 00 UTC+04:00 |         |        |                | The Sevens, Dubaï |

| 30 novembre 2018 18 h 22 UTC+04:00 | Nouvelle-Zélande | 24 - 7 | États-Unis | The Sevens, Dubaï |
| 30 novembre 2018 18 h 22 UTC+04:00 |                  |        |            | The Sevens, Dubaï |
| 30 novembre 2018 18 h 22 UTC+04:00 |                  |        |            | The Sevens, Dubaï |

### Poule D
| Rang | Pays       | J | V | N | D | Pm | Pe  | Diff | Pts |
| ---- | ---------- | - | - | - | - | -- | --- | ---- | --- |
| 1    | Australie  | 3 | 3 | 0 | 0 | 96 | 58  | +38  | 9   |
| 2    | Angleterre | 3 | 2 | 0 | 1 | 76 | 41  | +35  | 7   |
| 3    | Canada     | 3 | 1 | 0 | 2 | 58 | 64  | -6   | 5   |
| 4    | Japon      | 3 | 0 | 0 | 3 | 14 | 101 | -87  | 3   |

| 30 novembre 2018 11 h 14 UTC+04:00 | Angleterre | 28 - 12 | Canada | The Sevens, Dubaï |
| 30 novembre 2018 11 h 14 UTC+04:00 |            |         |        | The Sevens, Dubaï |
| 30 novembre 2018 11 h 14 UTC+04:00 |            |         |        | The Sevens, Dubaï |

| 30 novembre 2018 11 h 36 UTC+04:00 | Australie | 43 - 0 | Japon | The Sevens, Dubaï |
| 30 novembre 2018 11 h 36 UTC+04:00 |           |        |       | The Sevens, Dubaï |
| 30 novembre 2018 11 h 36 UTC+04:00 |           |        |       | The Sevens, Dubaï |

| 30 novembre 2018 14 h 58 UTC+04:00 | Angleterre | 31 - 7 | Japon | The Sevens, Dubaï |
| 30 novembre 2018 14 h 58 UTC+04:00 |            |        |       | The Sevens, Dubaï |
| 30 novembre 2018 14 h 58 UTC+04:00 |            |        |       | The Sevens, Dubaï |

| 30 novembre 2018 15 h 20 UTC+04:00 | Australie | 31 - 19 | Canada | The Sevens, Dubaï |
| 30 novembre 2018 15 h 20 UTC+04:00 |           |         |        | The Sevens, Dubaï |
| 30 novembre 2018 15 h 20 UTC+04:00 |           |         |        | The Sevens, Dubaï |

| 30 novembre 2018 20 h 15 UTC+04:00 | Canada | 27 - 7 | Japon | The Sevens, Dubaï |
| 30 novembre 2018 20 h 15 UTC+04:00 |        |        |       | The Sevens, Dubaï |
| 30 novembre 2018 20 h 15 UTC+04:00 |        |        |       | The Sevens, Dubaï |

| 30 novembre 2018 20 h 37 UTC+04:00 | Australie | 22 - 19 | Angleterre | The Sevens, Dubaï |
| 30 novembre 2018 20 h 37 UTC+04:00 |           |         |            | The Sevens, Dubaï |
| 30 novembre 2018 20 h 37 UTC+04:00 |           |         |            | The Sevens, Dubaï |

## Phase finale
Résultats de la phase finale.

### Tournois principaux

#### Cup
|  | Quarts de finale                      | Quarts de finale                      |                                       |                                       | Demi-finales                          | Demi-finales                          |    |  | Finale                                | Finale                                |
|  | Quarts de finale                      | Quarts de finale                      |                                       |                                       | Demi-finales                          | Demi-finales                          |    |  | Finale                                | Finale                                |
|  |                                       |                                       |                                       |                                       |                                       |                                       |    |  |                                       |                                       |
|  | 1er décembre 2018 - 11 h 00 UTC+04:00 | 1er décembre 2018 - 11 h 00 UTC+04:00 |                                       |                                       | 1er décembre 2018 - 16 h 19 UTC+04:00 | 1er décembre 2018 - 16 h 19 UTC+04:00 |    |  | 1er décembre 2018 - 19 h 33 UTC+04:00 | 1er décembre 2018 - 19 h 33 UTC+04:00 |
|  | 1er décembre 2018 - 11 h 00 UTC+04:00 | 1er décembre 2018 - 11 h 00 UTC+04:00 |                                       |                                       | 1er décembre 2018 - 16 h 19 UTC+04:00 | 1er décembre 2018 - 16 h 19 UTC+04:00 |    |  | 1er décembre 2018 - 19 h 33 UTC+04:00 | 1er décembre 2018 - 19 h 33 UTC+04:00 |
|  | Afrique du Sud                        | 5                                     |                                       |                                       | 1er décembre 2018 - 16 h 19 UTC+04:00 | 1er décembre 2018 - 16 h 19 UTC+04:00 |    |  | 1er décembre 2018 - 19 h 33 UTC+04:00 | 1er décembre 2018 - 19 h 33 UTC+04:00 |
|  | Afrique du Sud                        | 5                                     |                                       |                                       | 1er décembre 2018 - 16 h 19 UTC+04:00 | 1er décembre 2018 - 16 h 19 UTC+04:00 |    |  | 1er décembre 2018 - 19 h 33 UTC+04:00 | 1er décembre 2018 - 19 h 33 UTC+04:00 |
|  | Angleterre                            | 22                                    |                                       |                                       | 1er décembre 2018 - 16 h 19 UTC+04:00 | 1er décembre 2018 - 16 h 19 UTC+04:00 |    |  | 1er décembre 2018 - 19 h 33 UTC+04:00 | 1er décembre 2018 - 19 h 33 UTC+04:00 |
|  | Angleterre                            | 22                                    | Angleterre                            | 5                                     |                                       |                                       |    |  | 1er décembre 2018 - 19 h 33 UTC+04:00 | 1er décembre 2018 - 19 h 33 UTC+04:00 |
|  | 1er décembre 2018 - 11 h 22 UTC+04:00 |                                       | Angleterre                            | 5                                     |                                       |                                       |    |  | 1er décembre 2018 - 19 h 33 UTC+04:00 | 1er décembre 2018 - 19 h 33 UTC+04:00 |
|  |                                       | Nouvelle-Zélande                      | 7                                     |                                       |                                       |                                       |    |  | 1er décembre 2018 - 19 h 33 UTC+04:00 | 1er décembre 2018 - 19 h 33 UTC+04:00 |
|  | Nouvelle-Zélande                      | Nouvelle-Zélande                      | 7                                     | 21                                    |                                       |                                       |    |  | 1er décembre 2018 - 19 h 33 UTC+04:00 | 1er décembre 2018 - 19 h 33 UTC+04:00 |
|  | Nouvelle-Zélande                      |                                       |                                       | 21                                    |                                       |                                       |    |  | 1er décembre 2018 - 19 h 33 UTC+04:00 | 1er décembre 2018 - 19 h 33 UTC+04:00 |
|  | Écosse                                | 7                                     |                                       |                                       |                                       |                                       |    |  | 1er décembre 2018 - 19 h 33 UTC+04:00 | 1er décembre 2018 - 19 h 33 UTC+04:00 |
|  | Écosse                                | 7                                     | Nouvelle-Zélande                      | 21                                    |                                       |                                       |    |  |                                       |                                       |
|  | 1er décembre 2018 - 11 h 44 UTC+04:00 |                                       | Nouvelle-Zélande                      | 21                                    |                                       |                                       |    |  |                                       |                                       |
|  |                                       | États-Unis                            | 5                                     |                                       |                                       |                                       |    |  |                                       |                                       |
|  | Australie                             | États-Unis                            | 5                                     | 38                                    |                                       |                                       |    |  |                                       |                                       |
|  | Australie                             | 1er décembre 2018 - 16 h 41 UTC+04:00 |                                       | 38                                    |                                       |                                       |    |  |                                       |                                       |
|  | Argentine                             | 0                                     |                                       |                                       |                                       |                                       |    |  |                                       |                                       |
|  | Argentine                             | 0                                     | Australie                             | 17                                    |                                       |                                       |    |  |                                       |                                       |
|  | 1er décembre 2018 - 12 h 06 UTC+04:00 | 1er décembre 2018 - 12 h 06 UTC+04:00 | Australie                             | 17                                    | Match pour la 3e place                | Match pour la 3e place                |    |  |                                       |                                       |
|  | 1er décembre 2018 - 12 h 06 UTC+04:00 | 1er décembre 2018 - 12 h 06 UTC+04:00 |                                       | États-Unis                            | Match pour la 3e place                | Match pour la 3e place                | 22 |  |                                       |                                       |
|  | Fidji                                 | 12                                    | 1er décembre 2018 - 19 h 08 UTC+04:00 | 1er décembre 2018 - 19 h 08 UTC+04:00 |                                       |                                       | 22 |  |                                       |                                       |
|  | Fidji                                 | 12                                    | 1er décembre 2018 - 19 h 08 UTC+04:00 | 1er décembre 2018 - 19 h 08 UTC+04:00 |                                       |                                       |    |  |                                       |                                       |
|  | États-Unis                            | 24                                    |                                       | Angleterre                            | 15                                    |                                       |    |  |                                       |                                       |
|  | États-Unis                            | 24                                    |                                       | Angleterre                            | 15                                    |                                       |    |  |                                       |                                       |
|  |                                       |                                       |                                       |                                       |                                       |                                       |    |  | Australie                             | 14                                    |
|  |                                       |                                       |                                       |                                       |                                       |                                       |    |  | Australie                             | 14                                    |

Finale

#### Challenge Trophy
|  | Quarts de finale                      | Quarts de finale                      |        |    | Demi-finales                          | Demi-finales                          |  |  | Finale                                | Finale                                |
|  | Quarts de finale                      | Quarts de finale                      |        |    | Demi-finales                          | Demi-finales                          |  |  | Finale                                | Finale                                |
|  |                                       |                                       |        |    |                                       |                                       |  |  |                                       |                                       |
|  | 1er décembre 2018 - 9 h 30 UTC+04:00  | 1er décembre 2018 - 9 h 30 UTC+04:00  |        |    | 1er décembre 2018 - 14 h 22 UTC+04:00 | 1er décembre 2018 - 14 h 22 UTC+04:00 |  |  | 1er décembre 2018 - 18 h 19 UTC+04:00 | 1er décembre 2018 - 18 h 19 UTC+04:00 |
|  | 1er décembre 2018 - 9 h 30 UTC+04:00  | 1er décembre 2018 - 9 h 30 UTC+04:00  |        |    | 1er décembre 2018 - 14 h 22 UTC+04:00 | 1er décembre 2018 - 14 h 22 UTC+04:00 |  |  | 1er décembre 2018 - 18 h 19 UTC+04:00 | 1er décembre 2018 - 18 h 19 UTC+04:00 |
|  | Samoa                                 | 40                                    |        |    | 1er décembre 2018 - 14 h 22 UTC+04:00 | 1er décembre 2018 - 14 h 22 UTC+04:00 |  |  | 1er décembre 2018 - 18 h 19 UTC+04:00 | 1er décembre 2018 - 18 h 19 UTC+04:00 |
|  | Samoa                                 | 40                                    |        |    | 1er décembre 2018 - 14 h 22 UTC+04:00 | 1er décembre 2018 - 14 h 22 UTC+04:00 |  |  | 1er décembre 2018 - 18 h 19 UTC+04:00 | 1er décembre 2018 - 18 h 19 UTC+04:00 |
|  | Japon                                 | 12                                    |        |    | 1er décembre 2018 - 14 h 22 UTC+04:00 | 1er décembre 2018 - 14 h 22 UTC+04:00 |  |  | 1er décembre 2018 - 18 h 19 UTC+04:00 | 1er décembre 2018 - 18 h 19 UTC+04:00 |
|  | Japon                                 | 12                                    | Samoa  | 26 |                                       |                                       |  |  | 1er décembre 2018 - 18 h 19 UTC+04:00 | 1er décembre 2018 - 18 h 19 UTC+04:00 |
|  | 1er décembre 2018 - 9 h 52 UTC+04:00  |                                       | Samoa  | 26 |                                       |                                       |  |  | 1er décembre 2018 - 18 h 19 UTC+04:00 | 1er décembre 2018 - 18 h 19 UTC+04:00 |
|  |                                       | Espagne                               | 22     |    |                                       |                                       |  |  | 1er décembre 2018 - 18 h 19 UTC+04:00 | 1er décembre 2018 - 18 h 19 UTC+04:00 |
|  | Espagne                               | Espagne                               | 22     | 26 |                                       |                                       |  |  | 1er décembre 2018 - 18 h 19 UTC+04:00 | 1er décembre 2018 - 18 h 19 UTC+04:00 |
|  | Espagne                               |                                       |        | 26 |                                       |                                       |  |  | 1er décembre 2018 - 18 h 19 UTC+04:00 | 1er décembre 2018 - 18 h 19 UTC+04:00 |
|  | Kenya                                 | 19                                    |        |    |                                       |                                       |  |  | 1er décembre 2018 - 18 h 19 UTC+04:00 | 1er décembre 2018 - 18 h 19 UTC+04:00 |
|  | Kenya                                 | 19                                    | Samoa  | 33 |                                       |                                       |  |  |                                       |                                       |
|  | 1er décembre 2018 - 10 h 14 UTC+04:00 |                                       | Samoa  | 33 |                                       |                                       |  |  |                                       |                                       |
|  |                                       | France                                | 24     |    |                                       |                                       |  |  |                                       |                                       |
|  | Canada                                | France                                | 24     | 38 |                                       |                                       |  |  |                                       |                                       |
|  | Canada                                | 1er décembre 2018 - 14 h 44 UTC+04:00 |        | 38 |                                       |                                       |  |  |                                       |                                       |
|  | Zimbabwe                              | 5                                     |        |    |                                       |                                       |  |  |                                       |                                       |
|  | Zimbabwe                              | 5                                     | Canada | 12 |                                       |                                       |  |  |                                       |                                       |
|  | 1er décembre 2018 - 10 h 36 UTC+04:00 |                                       | Canada | 12 |                                       |                                       |  |  |                                       |                                       |
|  |                                       | France                                | 28     |    |                                       |                                       |  |  |                                       |                                       |
|  | France                                | France                                | 28     | 38 |                                       |                                       |  |  |                                       |                                       |
|  | France                                |                                       |        | 38 |                                       |                                       |  |  |                                       |                                       |
|  | Pays de Galles                        | 17                                    |        |    |                                       |                                       |  |  |                                       |                                       |
|  | Pays de Galles                        | 17                                    |        |    |                                       |                                       |  |  |                                       |                                       |

### Matchs de classement

#### Challenge 5e place
|  | Demi-finales                          | Demi-finales                          |                |    | Finale                                | Finale                                |
|  | Demi-finales                          | Demi-finales                          |                |    | Finale                                | Finale                                |
|  |                                       |                                       |                |    |                                       |                                       |
|  | 1er décembre 2018 - 15 h 35 UTC+04:00 | 1er décembre 2018 - 15 h 35 UTC+04:00 |                |    | 1er décembre 2018 - 18 h 44 UTC+04:00 | 1er décembre 2018 - 18 h 44 UTC+04:00 |
|  | 1er décembre 2018 - 15 h 35 UTC+04:00 | 1er décembre 2018 - 15 h 35 UTC+04:00 |                |    | 1er décembre 2018 - 18 h 44 UTC+04:00 | 1er décembre 2018 - 18 h 44 UTC+04:00 |
|  | Afrique du Sud                        | 29                                    |                |    | 1er décembre 2018 - 18 h 44 UTC+04:00 | 1er décembre 2018 - 18 h 44 UTC+04:00 |
|  | Afrique du Sud                        | 29                                    |                |    | 1er décembre 2018 - 18 h 44 UTC+04:00 | 1er décembre 2018 - 18 h 44 UTC+04:00 |
|  | Écosse                                | 0                                     |                |    | 1er décembre 2018 - 18 h 44 UTC+04:00 | 1er décembre 2018 - 18 h 44 UTC+04:00 |
|  | Écosse                                | 0                                     | Afrique du Sud | 19 |                                       |                                       |
|  | 1er décembre 2018 - 16 h 57 UTC+04:00 |                                       | Afrique du Sud | 19 |                                       |                                       |
|  |                                       | Fidji                                 | 24             |    |                                       |                                       |
|  | Argentine                             | Fidji                                 | 24             | 21 |                                       |                                       |
|  | Argentine                             |                                       |                | 21 |                                       |                                       |
|  | Fidji                                 | 31                                    |                |    |                                       |                                       |
|  | Fidji                                 | 31                                    |                |    |                                       |                                       |

#### Challenge 13e place
|  | Demi-finales                          | Demi-finales                          |       |   | Finale                                | Finale                                |
|  | Demi-finales                          | Demi-finales                          |       |   | Finale                                | Finale                                |
|  |                                       |                                       |       |   |                                       |                                       |
|  | 1er décembre 2018 - 13 h 38 UTC+04:00 | 1er décembre 2018 - 13 h 38 UTC+04:00 |       |   | 1er décembre 2018 - 17 h 57 UTC+04:00 | 1er décembre 2018 - 17 h 57 UTC+04:00 |
|  | 1er décembre 2018 - 13 h 38 UTC+04:00 | 1er décembre 2018 - 13 h 38 UTC+04:00 |       |   | 1er décembre 2018 - 17 h 57 UTC+04:00 | 1er décembre 2018 - 17 h 57 UTC+04:00 |
|  | Japon                                 | 26                                    |       |   | 1er décembre 2018 - 17 h 57 UTC+04:00 | 1er décembre 2018 - 17 h 57 UTC+04:00 |
|  | Japon                                 | 26                                    |       |   | 1er décembre 2018 - 17 h 57 UTC+04:00 | 1er décembre 2018 - 17 h 57 UTC+04:00 |
|  | Kenya                                 | 19                                    |       |   | 1er décembre 2018 - 17 h 57 UTC+04:00 | 1er décembre 2018 - 17 h 57 UTC+04:00 |
|  | Kenya                                 | 19                                    | Japon | 7 |                                       |                                       |
|  | 1er décembre 2018 - 14 h 00 UTC+04:00 |                                       | Japon | 7 |                                       |                                       |
|  |                                       | Pays de Galles                        | 31    |   |                                       |                                       |
|  | Zimbabwe                              | Pays de Galles                        | 31    | 7 |                                       |                                       |
|  | Zimbabwe                              |                                       |       | 7 |                                       |                                       |
|  | Pays de Galles                        | 31                                    |       |   |                                       |                                       |
|  | Pays de Galles                        | 31                                    |       |   |                                       |                                       |

## Bilan
Statistiques sportives
- Meilleur marqueur d'essai du tournoi :  Marcos Moroni (7 essais)
- Meilleur réalisateur du tournoi :  John Porch  (54 points)
- Impact Players[6] :  Perry Baker /  Maurice Longbottom /  Ben O'Donnell[7]
- Meilleur joueur de la finale :  Andrew Knewstubb
- Équipe type :

| Avants                        | Trois-quarts                                                           |
| ----------------------------- | ---------------------------------------------------------------------- |
| Marcos Moroni Ethan Waddleton | Dan Norton Andrew Knewstubb Maurice Longbottom Tom Mitchell John Porch |